# Box universe
『box universe』（ボックス ユニバース）は、鈴村健一のミニアルバム。2005年（平成17年）12月17日にラジオ大阪から発売された。

## 概要
本人名義で出した初のミニアルバムである。また、作詞も全て鈴村本人が担当したセルフ・プロデュースアルバムである。

## 収録曲
（全作詞：鈴村健一）
1. くちぶえ
2. Cal
  - 作曲・編曲：澤野弘之
3. A short of joy
4. VALUE
  - 作曲・編曲：ゆうまお
5. 家路
6. Moving
  - 作曲・編曲：山下政人
7. ジュブナイル
  - 作曲・編曲：ゆうまお
8. いぬ
  - 作曲・編曲：澤野弘之
9. Journey
10. とりあえずそれで行こう
  - 作曲・編曲：山下政人